# تغاجار نویان
تغاجار نویان یا تغاچر نویان (به انگلیسی: Tokuchar) همسر چهارمین دختر چنگیزخان بود. در جریان ایستادگی پایمردانه ‌مردم نیشابور در برابر مغولان و محاصرهٔ این شهر (به مدت یک سال؛ ربیع‌الاول ۶۱۷ - صفر ۶۱۸ق)، تغاجارنویان سرداری لشکر مغول را برعهده داشت و توسط تیراندازان نیشابوری کشته شد. در بهار سال ۶۱۸ هجری ۱۲۲۱ میلادی بعد از شکست دفاع مردم شهر نیشابور قتل‌عامی بزرگ در شهر درگرفت و پس از قتل‌عام دختر چنگیزخان که زن تغاجار نویان بود با همراهانش به خرابه‌های نیشابور رسید آنها هر موجود زنده‌ای که می‌یافتند، می‌کشتند. در این باره آمده‌است:

 و به کینه تغاجار فرمان شده بود تا شهر را از خرابی چنان کنند که در آنجا زراعت توان کرد و تا سگ و گربه آن را به قصاص زنده نگذارند و دختر چنگیزخان که خاتون تغاجار بود با خیل خویش در شهر آمد و هر کس که باقی مانده بود، تمامت را بکشتند، مگر ۴۰۰ صد نفر را که به اسم پیشه‌وری بیرون آوردند و به ترکستان بردند و اکنون از بقایای ایشان فرزندان هستند و سرهای کشتگان را از تن جدا کردند و مجلس به نهادند، مردان را جدا و زنان و کودکان را جدا 